# Bryopastor challengeri
Bryopastor challengeri is een mosdiertjessoort uit de familie van de Bryopastoridae. De wetenschappelijke naam van de soort is voor het eerst geldig gepubliceerd in 1982 door Gordon.